# تاریخ نیروی دریایی بریتانیا
تاریخ نیروی دریایی بریتانیا (به انگلیسی: History of the Royal Navy) با تأسیس آن در سال ۱۵۴۶ میلادی توسط هنری چهارم آغاز شد. تجسم مدرن این نهاد در ابتدا به عنوان نیروی دریایی پادشاهی انگلستان از سال ۱۶۶۰ میلادی بنیان گردید. این قوه سال ۱۷۰۷ با اتحاد پادشاهی انگلستان و پادشاهی اسکاتلند، به نیروی دریایی بریتانیا بدل گشت. از آن پس، نیروی دریایی بریتانیا، غالباً در رقابت با قدرت‌های دیگر به ویژه فرانسه، رشد فزاینده‌ای را در زمینه توانایی کمی و کیفی تجربه کرد و در سده هجدهم به قدرت بلامنازع دریاها تبدیل شد. در نهایت پس از جنگ جهانی دوم، نیروی دریایی بریتانیا جایگاه برتری جهانی خود را به نیروی دریایی ایالات متحده واگذار نمود. به هر صورت این نیرو همچنان یکی از قدرتمندترین‌های جهان به حساب می‌آید.

## پیش از جنگ جهانی اول
با تمرکز منابع فرانسه بر نیروی زمینی، اواسط سده هفدهم نیروی دریایی هلند تنها نیرویی بود که می‌توانست در حالت تهاجمی نیروی دریایی بریتانیا را به چالش بکشد. نیروی دریایی بریتانیا پس از نبرد بیچی هد در سال ۱۶۹۰ در مقابل فرانسوی‌ها، هیچگاه متحمل یک شکست تعیین‌کننده در دریا نشده‌است.
نیروی دریایی بریتانیا در سال‌های نخست سده هجدهم کشتی‌های جنگی با تعداد بیش از حدی توپ می‌ساخت. این مسئله موجب افزایش وزن کشتی‌ها و در نتیجه کاهش سرعت و فرورفتن زیاد کشتی در آب می‌شد و در شرایط بد آب‌وهوایی ردیف پایین توپ‌های کشتی‌های خط را بلااستفاده می‌کرد. از این رو سال ۱۷۱۹ تصمیم به وضع ابعاد استاندارد گرفته شد که وزن ثابتی برای هر یک از انواع کشتی‌های جنگی مقرر می‌نمود. این تصمیم، بدون توجه به پیشرفت‌های سایر قدرت‌های دریایی مخصوصاً فرانسه و اسپانیا، باعث محدود شدن طراحان بریتانیایی کشتی‌ها به ابعادی ثابت گشت. کشتی‌های فرانسوی در اواخر سده هجدهم بزرگ‌تر و بهتر از کشتی‌های درجه یک بریتانیایی بودند. به هر صورت ابعاد مذکور به تدریج در طول این سده افزایش یافت. بیشتر پیشرفت‌های طراحی کشتی بریتانیایی‌ها در سده هجدهم با به غنیمت گرفتن کشتی‌های اسپانیایی و فرانسوی حاصل گشت. شرایط برای بریتانیایی‌ها با پدیداری آیرونکلاد با پیش‌ران بخار مقدار اندکی فرق کرد. سده نوزدهم محدودیت بزرگی کشتی‌سازی‌های بریتانیایی ابعاد و تناژ کشتی‌ها را محدود می‌کرد. در این هنگام بریتانیایی‌ها مدعی بودند اسپانیایی‌ها، فرانسوی‌ها و بعدها ایتالیایی‌ها کشتی‌هایی می‌سازند که بهتر از توانایی رزم خودشان است. در این حال سابقه گسترده پیروزی‌های دریایی بریتانیا را می‌توان در آموزش، دریانوردی و رهبری بهتر در آن‌ها دید. برای مثال در مواردی بریتانیایی‌ها می‌توانستند با دو برابر سرعت حریفان فرانسوی، توپ‌های خود را شلیک کنند و نقاط حساس‌تر را هدف می‌گرفتند. سال ۱۸۳۲ تمامی محدودیت‌ها از ابعاد و تسلیحات کشتی‌های بریتانیایی برداشته شد. با این حال بریتانیایی‌ها همچنان از فرانسوی‌ها و اسپانیایی‌ها در زمینه کیفیت ساخت کشتی عقب بودند.
از سال ۱۸۸۴ با نگرانی از آمادگی، سازمان و تسلیحات نیروی دریایی بریتانیا، فرایندی از اصلاحات آغاز شد که با تصویب قانون ۱۸۸۹ دفاع دریایی به اوج خود رسید. علاوه بر تأمین بودجه جهت افزایش بزرگی نیروی دریایی، این مصوبه استاندارد دو قدرت را که بر اساس آن نیروی دریایی بریتانیا می‌بایست توانی معادل مجموع توان دریایی دو قدرت جهانی بعدی که در آن زمان امپراتوری روسیه و فرانسه بودند، را حفظ می‌کرد، اقتباس نمود. بر این اساس فرماندهی نیروی دریایی موظف به برقراری فرایند ادامه‌دار ساخت کشتی شد. این قانون ساخت ده نبردناو و شصت کشتی جنگی دیگر با مجموع هزینه ۲۱٫۵ میلیون پوند را برنامه‌ریزی کرد. از این مقدار ۱۱٫۵ میلیون پوند مربوط به کارخانه‌های کشتی‌سازی می‌شد. بریتانیا ۳۱ در طول دهه ۱۸۹۰ مجموعاً ۳۱ نبردناو را به آب انداخت. برای حصول این مقدار گسترش، ضمن توسعه کارخانه‌های کشتی‌سازی حکومتی بر مبنای مصوبه ۱۸۹۵ مجلس، از صنایع خصوصی نیز تا حدود زیادی بهره برده شد. در مراسم جوبیلی الماسی ملکه ویکتوریا، روز ۲۶ ژوئن سال ۱۸۹۷، در بزرگ‌ترین گردهمایی دریایی تاریخ در یک بندرگاه، از ۲۱ نبردناو، ۴۲ رزم‌ناو، ۳۰ ناوشکن، ۲۰ قایق اژدرافکن و ۵۲ شناور دیگر نیروی دریایی بریتانیا، حدود نیمی از مجموع توان آن، در اسپیتهد در پورتسموث سان دیده شد. در این زمان نیروی دریایی بریتانیا با بیش از ۳۳۰ کشتی و ۹۲٬۰۰۰ افسر و ملوان، با فاصله بزرگ‌ترین و قدرتمندترین نیروی دریایی جهان بود.
به هر صورت، در این هنگام در حقیقت شناورهای ناوگان دریایی بریتانیا در انواع و اندازه‌های مختلف برای انجام رساندن وظایف آن منسوخ و آسیب‌پذیر شده بودند. نیروی دریایی بریتانیا نتوانسته بود به خوبی خود را با انقلاب صنعتی هماهنگ نگاه دارد. آخرین نوآوری در این نیرو جایگزین کردن بادبان با پیش‌ران بخار در حدود ۲۵ سال پیش بود. از آن زمان، با وجود پیشرفت‌های فناورانه در زمینه‌های مختلف، طراحی نبردناوهای بریتانیایی تقریباً بدون تغییر باقی مانده بود.
در سال‌های منتهی به جنگ جهانی اول، درحالیکه قدرت‌های دیگر از جمله امپراتوری آلمان، در قالب مسابقه تسلیحاتی، درگیر ایجاد ناوگان‌های رزمی و نمایش قدرت بودند، نیروی دریایی بریتانیا بر مبنای اصول مطرح شده توسط جولیان کوربت و با توجه به وابستگی بریتانیا به واردات مواد غذایی و مواد اولیه و عواید حاصل از تجارت و سرمایه‌گذاری‌های بین‌المللی، راهبرد ملی سلطه جهانی بر دریاها را پیش گرفته بود. مأموریت این نیرو امنیت‌بخشی به اقیانوس‌ها برای تردد تجاری کشتی‌های ساخته‌شده و تحت تملک بریتانیا بود. نتیجتاً قدرت دریایی بالاترین اولویت ملی در بریتانیا به حساب می‌آمد. بدین شکل بریتانیا بودجه نیروی دریایی خود را از ۲۱٫۸ میلیون پوند در سال ۱۸۹۷ به ۳۵٫۵ میلیون پوند در سال ۱۹۰۴ (معادل ۵٫۵ میلیارد پوند در سال ۲۰۲۳) رساند. در این مدت ۲۴ نبردناو جدید به ناوگان خود افزود تا در این زمینه از قدرت رو به افزایش آلمان همچنان جلوتر باشد. با این حال، با پذیرش این مسئله که استاندارد رسمی دو قدرت دیگر مقرون به صرفه نیست، مخصوصاً با توجه به این که هم‌اینک ایالات متحده را نیز در برمی‌گرفت، این سیاست به حفظ برتری ۶۰ درصدی نسبت به قدرت دریایی بعدی، در این زمان امپراتوری آلمان، اصلاح شد.
با وجود حصول پیشرفت‌های گسترده فنی، مطالعات تاکتیکی متناسب در نیروی دریایی بریتانیا دچار نقصان بود. این نیرو در سال ۱۹۱۴ همچنان دکترین تاکتیکی جامع، معتبر و عموماً پذیرفته‌شده‌ای جهت عمل در شرایط جدید نداشت. نبردهای اولیه جنگ نیز فایده چندانی در این زمینه به همراه نیاورد. دانشکده جنگ نیروی دریایی که سال ۱۹۰۰ تأسیس شد، نیز عموماً به آموزش افسران ارشد در ارتباط با چگونگی هدایت ناوگان‌ها می‌پرداخت و توجه کمتری به طرح‌ریزی جنگی داشت. تا سال ۱۹۱۲ هیچ دانشکده ستادی برای در ارتباط با تاکتیک وجود نداشت. دوره حدود یک سده‌ای صلح ابتکار عمل را در رده افسران نیروی دریایی بریتانیا تضعیف کرده بود. آرتور ماردر، تاریخدان آمریکایی این شرایط را حاکم بر تقریباً تمامی نیروهای دریایی ملل دیگر در این زمان می‌داند.

## جنگ‌های جهانی
هنگام آغاز جنگ جهانی دوم در ماه سپتامبر سال ۱۹۳۹، نیروی دریایی بریتانیا هنوز قدرتمندترین نیروی دریایی جهان بود اما تنها ۱۲ نبردناو و ۳ رزم‌ناو داشت. از این تعداد ۱۰ نبردناو از زمان جنگ جهانی اول باقی مانده بودند. این نبردناوها نوسازی شده و بهبود یافته بودند اما همچنان قدیمی به حساب می‌آمدند. به هر صورت با به پا شدن درگیری‌ها، بریتانیا مجبور بود تا دستیابی به شناورهای جدیدتر، از ناوگان قدیمی خود استفاده کند. بیشتر این کشتی‌ها در رزم در مقابل کریگس‌مارینه آسیب دیدند و دو فروند از نبردناوها توسط او-بوت‌های آلمانی غرق شدند.